# Témoins en sursis (film, 1989)
Pour plus de détails, voir Fiche technique et Distribution.
Témoins en sursis (Nowhere to Run)  est un thriller dramatique américain réalisé par Carl Franklin, sorti en 1989.

## Fiche technique
- Réalisation : Carl Franklin
- Scénario : Jackson Barr et Nancy Barr
- Producteur : Julie Corman (en)
- Photographie : Phedon Papamichael
- Musique : Barry Goldberg
- Montage : Carol Oblath
- Genre : thriller, drame
- Distributeur : Concorde Pictures
- Durée : 86 minutes
- Date de sortie : mars 1989

## Distribution
- David Carradine : Harmon
- Jason Priestley : Howard
- Jillian McWhirter : Cynthia
- Kieran Mulroney : Jerry Lee
- Henry Jones : le juge Culbert
- Matt Adler : Don
- Brenda Bakke : Joannie
- Jocelyn Jones : Mme Tooley
- Harry Northup : Rayford Satterwhite
- Don Steele : Charlie Caddo